# Hôpital central de Päijät-Häme
L'hôpital central de Päijät-Häme (finnois : Päijät-Hämeen keskussairaala), est un hôpital situé dans le quartier Pirttiharju de Lahti en Finlande.

## Présentation
L'hôpital central de Päijät-Häme est le deuxième plus grand hôpital central de Finlande et le septième fournisseur de soins spécialisés.
Au cours de l'année 2020, l'hôpital a reçu environ 120 000 personnes.
L'hôpital central emploie 2 900 personnes, dont 290 médecins et 1 440 infirmiers.
L'hôpital central est de la responsabilité spéciale de l'hôpital universitaire d'Helsinki (HUS).